# Белоснежка
«Белосне́жка» (нем. Schneewittchen ← н.-нем. Sneewittchen: Snee «снег» + witt «белый») — сказка братьев Гримм, опубликованная в 1812 году и дополненная в 1854-м, о прекрасной дочери короля, которую приютили в лесу гномы, спасая от гнева злой мачехи, владеющей волшебным зеркалом. Повествует о зачарованном сне главной героини и её пробуждении благодаря вмешательству королевича. В системе классификации сказочных сюжетов Аарне-Томпсона имеет номер 709.

## Сюжет
В один зимний снежный день королева-мать сидит и шьёт у окна с рамой из чёрного дерева. Случайно она колет иголкой палец, роняет три капли крови и думает: «Ах, если бы у меня родился ребёночек, белый как снег, румяный как кровь и чернявый как чёрное дерево». Её желание осуществляется и рождается девочка, которую назвали Белоснежкой, мечты королевы-матери в ней находят своё воплощение: она была с белоснежной кожей, чёрными волосами и со здоровым румянцем на щёчках. После рождения дочери королева-мать умирает, и король спустя год женится на другой, гордой и высокомерной красавице. Когда Белоснежке исполняется 7 лет, волшебное зеркальце гордой королевы признаёт её падчерицу самой красивой в стране. Королева поручает псарю отвести в лес и убить девочку, а в доказательство принести ей лёгкое и печень. Пожалев Белоснежку, псарь приносит королеве лёгкое и печень молодого оленя, которые та готовит и съедает.
Белоснежка находит в лесу хижину, в которой накрыт столик на семь персон, и чтобы утолить голод, берёт себе от каждой порции немного овощей, хлеба и вина, а после, перекрестившись, засыпает на одной из кроватей. Когда стемнело, в хижину приходят хозяева, которыми оказываются семь горных гномов-рудокопов. Они видят малютку и увлечены её красотой. Поутру, выслушав историю Белоснежки, гномы предлагают девочке остаться с ними и вести домашнее хозяйство. Также они предостерегают девочку от общения с незнакомыми людьми, опасаясь козней её мачехи. Прознав от своего зеркальца, что Белоснежка по-прежнему жива за семью горами, королева трижды приходит, переодевшись в разных людей, в её арсенале — удушающий шнурок для платья, ядовитый гребень и отравленное яблоко. Дважды Белоснежку спасают гномы, но в третий раз распознать причину помертвения их любимицы не удаётся. Но даже бездыханной Белоснежка остаётся свежей и румяной, поэтому гномы не решаются предать её земле, они изготавливают прозрачный хрустальный гроб с золотой надписью и ставят его на вершине горы. Даже звери и птицы приходят оплакать королевскую дочь, а добрые гномы по одному посменно несут стражу. Злая же королева получает от своего зеркальца подтверждение, что она сама отныне краше и белее всех.
Белоснежка очень долгое время лежит в гробу, кажется спящей и выглядит по-прежнему прекрасно. Однажды мимо проезжает королевич и, увидев девушку, влюбляется в неё. Королевич просит гномов обменять гроб на дары или подарить ему, так как он больше не может жить без взгляда на возлюбленную. Из сочувствия гномы передают его слугам гроб с красавицей, который те несут на плечах, но спотыкаются, и кусок отравленного яблока выскакивает из горла Белоснежки. К ней возвращается жизнь. Королевич и Белоснежка справляют свадьбу, на которую также приглашена злая королева. Узнав от зеркальца, что новобрачная прекрасней чем она, королева впадает в панику. Однако любопытство берёт верх и мачеха появляется на свадебном торжестве, где узнаёт свою падчерицу. В наказание за свои деяния злодейка должна плясать в раскалённых железных башмаках, до тех пор пока не падает замертво.

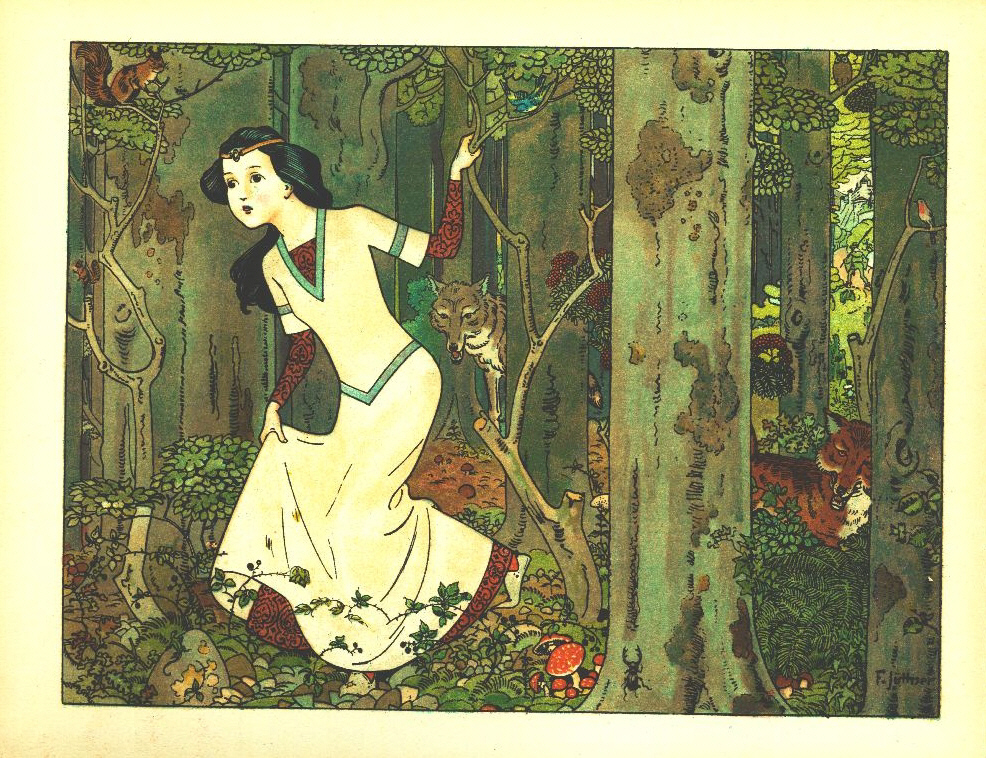
Белоснежка (иллюстрации Франца Ютнера[нем.], 1905−10 гг.)
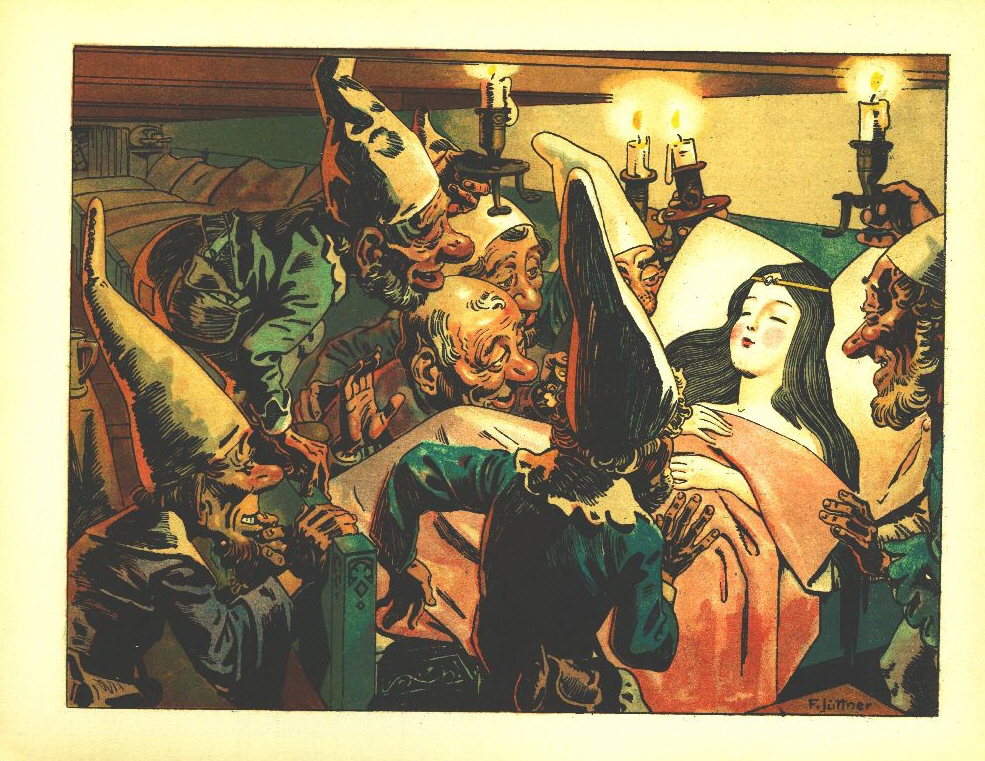
Семь гномов обнаруживают спящую Белоснежку
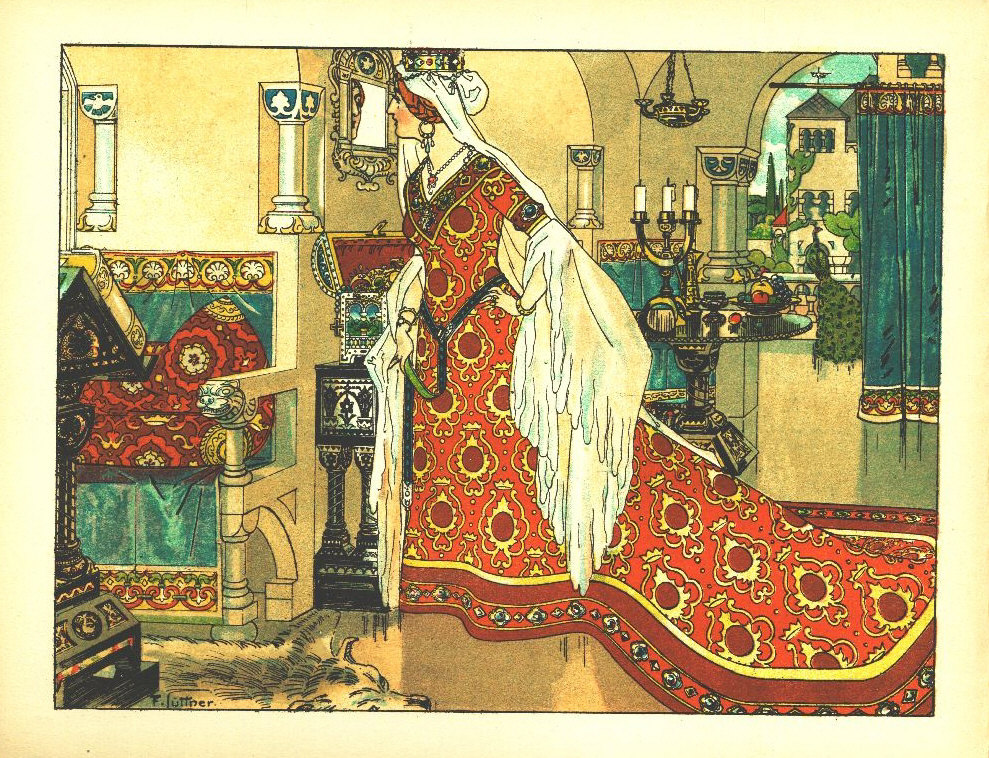
Злая королева вопрошает волшебное зеркало
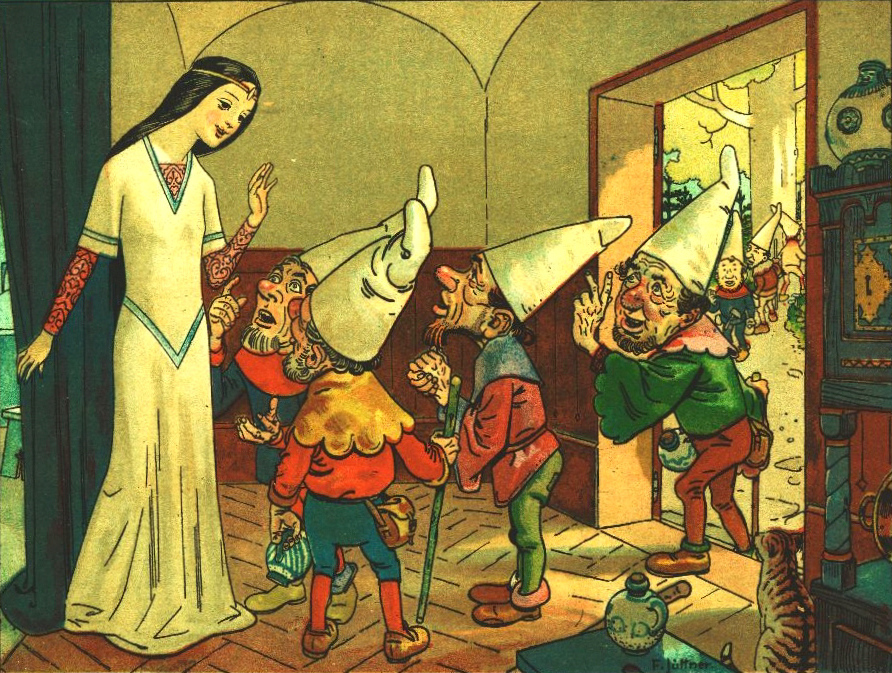
Гномы остерегают Белоснежку
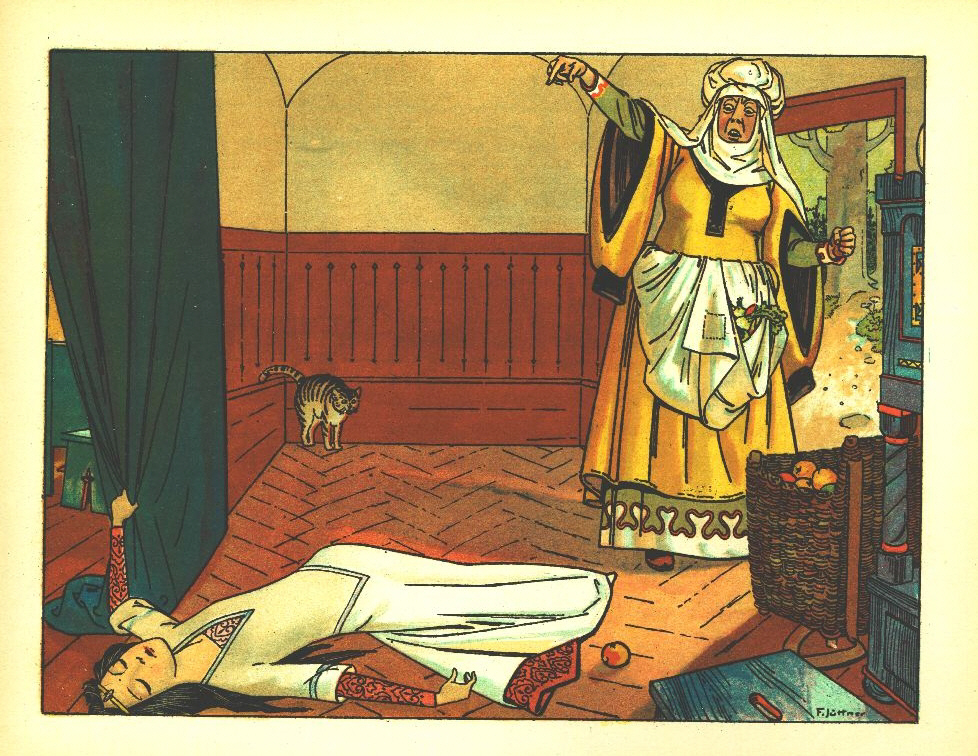
Мачеха и отравленное яблоко
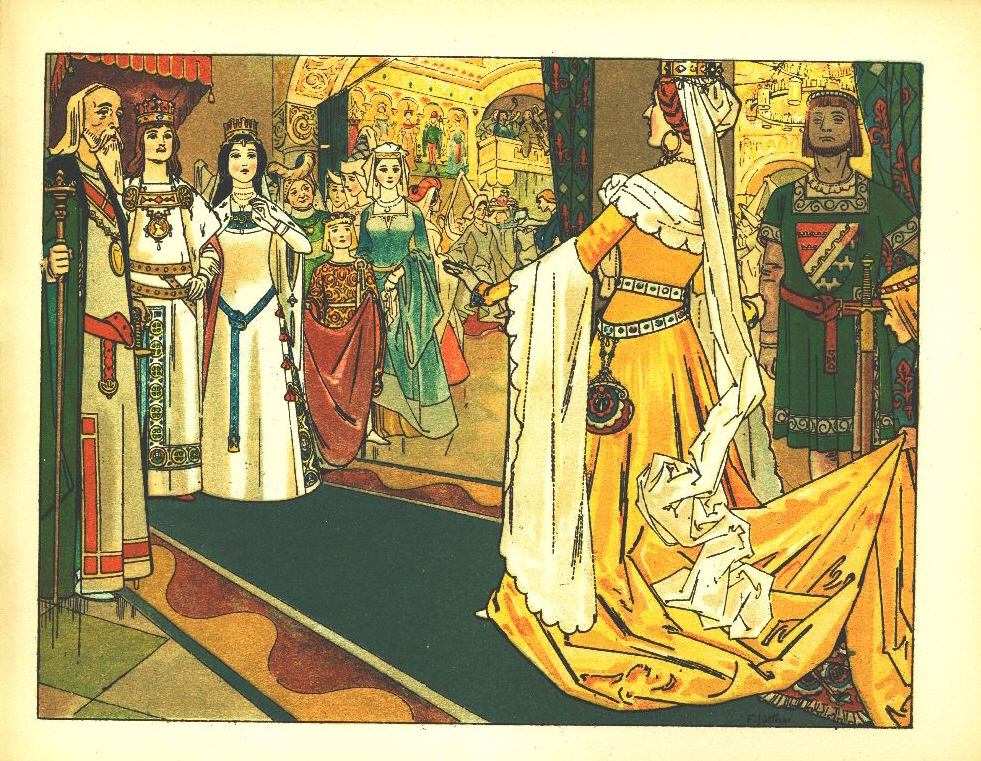
Приход мачехи на свадьбу

## Интерпретация и анализ сюжета
Сказка включает в себя самые различные информационные блоки и ассоциации, затрагивая аспекты психологии, социологии, истории, христианской теологии, мифологии, космологии. Образ Белоснежки является одним из самых узнаваемых и нашёл своё отражение в живописи, музыке, скульптуре, кинематографе, литературе и поп-культуре.
Важнейшие символические мотивы в сказке: отравленное яблоко, число 7, волшебное зеркало, пояс и гребень, контрастирующие цвета: чёрный, красный и белый, кровь и снег.
Мотив похожего на смерть сна имеется также в сказке «Спящая красавица», вариант которой также написали братья Гримм. На «Белоснежку» Гриммов очень похожа пушкинская «Сказка о мёртвой царевне и о семи богатырях», написанная осенью 1833 года в Болдино.

### Число «три»
Три капли крови в снегу наряду с рамкой из эбенового дерева — исходная картина для появления особенной красоты Белоснежки в сказке. Число «три» наличествует также в трёх посещениях мачехи, при которых она передаёт «три атрибута Венеры» (пояс, гребень и яблоко) в форме смертоносных подарков.

### Число «семь»
Число «семь», которое в «Белоснежке» присутствует в числе гномов и горных вершин связывает эту сказку также со следующими сказками братьев Гримм: «Семь воронов», «Волк и семеро козлят». Представление, что количество карликов имеет хронологический смысл, например, в наименовании гномов по названиям дней недели, нашло отражение как в теории, так и в кинематографе. 7 карликов и 7 гор таким образом будут являться метафорой, означающей семь объектов и семь временных промежутков.
Сюжет сказки сопоставим с античными астрономическими представлениями: Белоснежка и семь карликов ассоциируются с Луной в сопровождении (согласно знаниям того времени) Солнца, Земли и пяти планет на эклиптике. Сверх того, метафора Белоснежки и семи карликов может указывать на античное представление о совпадении семи известных «небесных тел» с семью днями недели: Белоснежка и семь карликов, вместе с тем, вероятно являются закодированной картиной устройства космоса, согласно которой Землю сопровождают семь небесных тел, соотносимых с временными промежутками: Солнце (воскресенье), Луна (понедельник), Марс (вторник), Меркурий (среда), Юпитер (четверг), Венера (пятница) и Сатурн (суббота).

### Психологические интерпретации
Согласно аналитической психологии Карла Густава Юнга мачеха во многих сказках представляет собой архетип «тени» или «праматери разрушающей и поглощающей».
Согласно антропософии Фриделя Ленца дом карликов представляет собой тело ребёнка, а сами карлики — его стихийные силы. При этом число 7 символизирует время. Сказки о Белоснежке, Спящей красавице и Красной Шапочке образуют последовательность психического упадка. Совместным с мачехой поеданием яблока (переодетая мачеха съела неотравленную половину) Белоснежка идентифицирует себя с искусительницей. И только ценой собственных усилий она может извергнуть яд, способствуя мистической свадьбе (алхимия) между душой (королевна) и духом (королевич).
Об эротическом уровне сказки «Белоснежка» фольклорист Лутц Рехрих замечает, что красота переплетена здесь с любовью, но в исключительно извращённой форме. Сами же сказки братьев Гримм лишены сексуального подтекста. Согласно исследованиям Хайнца Реллеке эта тенденция усиливается в более поздних изданиях.

### Алхимическая интерпретация
| Белоснежка | Первичная материя, первовещество |
| «…снег валил хлопьями, сидела одна королева и шила под окошечком, у которого рама была чёрного дерева… и уколола себе иглой палец до крови. И подумала королева про себя: „Ах, если бы у меня родился ребёночек белый, как снег, румяный, как кровь, и чернявый, как чёрное дерево!“»                                                                    | Белый, чёрный, красный — стадии Великого делания                                                                                            |
| «… чуть только родилась доченька, королева-мать и умерла.» | Умирает при родах. |
| «… король женился на другой». У Белоснежки появилась злая мачеха. | Первовещество сосуществует с завистью, стремящейся к власти.                                                                                |
| У мачехи-королевы было «волшебное зеркальце, перед которым она любила становиться, любовалась собой». | Она поверхностна, довольствуется лишь внешним видом и не вникает в сущность вещей.                                                          |
| Белоснежка «подрастала и хорошела, и уже по восьмому году она была прекрасна». О чём и доложило волшебное зеркало мачехе. | Зеркало (отражение) видит не только внешнюю форму.                                                                                          |
| Отправленная в лес Белоснежка «бежала по острым камням и по колючим кустарникам, и дикие звери сновали мимо неё взад и вперед…». | Камни, кустарник и звери — три природных царства (минералы [неорганика], растения, животные [органика]).                                    |
| Мачеха приказывает охотнику: «Убей её и в доказательство того […] принеси мне её легкое и печень». | Лёгкое — сера, печень — меркурий. Два первых качественных начала.                                                                           |
| «Повару приказано было их присолить и сварить, и злая баба съела их…» | Добавляется третье качественное начало — соль.                                                                                              |
| Белоснежка оказывается в хижине семи гномов. | Гном — от «гнозис», высшее, эзотерическое и мистическое знание. Гномы представляют одну из четырёх стихий — землю.                          |
| «… отведала с каждой тарелочки овощей и хлеба и из каждой чарочки выпила по капельке вина…» | Белоснежка кормится у гномов (химические процессы)                                                                                          |
| «… она и улеглась […] и заснула.» | Алхимическое действие: смешанное выстаивают.                                                                                                |
| Вернувшиеся домой карлики очарованы красотой Белоснежки и «обрадованы её приходом». На следующий день «гномики сказали ей: „Не хочешь ли ты присматривать за нашим домашним обиходом?“» | Они её кормили, настала её очередь их кормить (ответные химические процессы).                                                               |
| Мачеха-королева вновь вопрошает зеркало, и оно утверждает, что Белоснежка жива. Тогда мачеха «подкрасила себе лицо, переоделась старой торговкой и стала совершенно неузнаваемой. В этом виде направилась она в путь-дорогу за семь гор к хижине семи гномов».                                                                                           | Семь гор — семь нот гаммы, среди них есть «ключи».                                                                                          |
| Мачеха в роли торговки продаёт удушающий шнурок для платья Белоснежке, которая «дала ей зашнуровать себя новым шнурком: та зашнуровала быстро да так крепко, что у Белоснежки разом захватило дыхание и она замертво пала наземь». | Потерять дыхание — потерять серу, которую отбирает мачеха-ведьма.                                                                           |
| Вернувшиеся домой гномы «увидев, что она обмерла от слишком тесной шнуровки, тотчас разрезали шнурок, и она стала опять дышать, сначала понемногу, затем и совсем ожила». | К Белоснежке вернулось дыхание. Новое дыхание — очищение серы.                                                                              |
| Королева во второй раз прибегла к колдовству: «при помощи различных чар, в которых она была искусна, она сделала ядовитый гребень», от которого Белоснежка «лишилась сознания». | Сознание, дух — это меркурий. Колдунья делает вторую попытку его отобрать, раз не получилось с печенью Белоснежки.                          |
| Вернувшиеся домой гномы «нашли в волосах девушки ядовитый гребень, и едва только его вынули. Белоснежка пришла в себя…». | Вернувшееся сознание — очищение меркурия.                                                                                                   |
| Мачеха-ведьма «изготовила ядовитое-преядовитое яблоко. С виду яблоко было чудесное, наливное…». | Яблоко (лат. pomum) — фрукт тайного знания добра и зла.                                                                                     |
| «„Да уж не отравы ли боишься? — спросила крестьянка. — Так вот, посмотри, я разрежу яблоко надвое: румяную половиночку ты скушай, а другую я сама съем“. А яблоко-то у ней было так искусно приготовлено, что только румяная половина его и была отравлена.»                                                                                             | В яблоке белая половина — меркурий, красная (румяная, отравляющая) — сера.                                                                  |
| Белоснежка «взяла отравленную половинку яблока. Но чуть только она откусила кусочек его, как упала замертво на пол. Тут королева-мачеха посмотрела на неё ехидными глазами, громко рассмеялась и сказала: „Вот тебе и бела, как снег, и румяна, как кровь, и чернява, как чёрное дерево!“»                                                               | Про белое, красное и чёрное см. выше. |
| Вернувшиеся гномы нашли Белоснежку «распростертой на полу, бездыханной, помертвевшей. Они её подняли, […] обмыли её водою с вином». | Вода и вино — белая и красная жидкости. |
| «Они положили её в гроб и […] и оплакивали ровно три дня подряд». | Время выдержки |
| Гномы «собирались и похоронить её, но она на вид казалась свежею, была словно живая, […] и заказали для неё другой, прозрачный хрустальный гроб, положили в него […] так, что её со всех сторон можно было видеть». | Прозрачный со всех сторон сосуд. |
| Гномы «… на крышке написали золотыми буквами её имя и то, что она была королевская дочь». | Упоминание золота. |
| Гномы «… взнесли гроб на вершину горы». | Первовещество выставляется под лучи Света с целью очищения.                                                                                 |
| Королевич «увидел гроб на горе и красавицу [Белоснежку] в гробу и прочёл то, что было написано на крышке гроба золотыми буквами». | Свет является в лице королевича (прекрасного принца), посланца богов Меркурия.                                                              |
| Слуги королевича уносили гроб на плечах «да споткнулись о какую-то веточку, и от этого сотрясения выскочил из горла [Белоснежки] тот кусок отравленного яблока». Принц женится на Белоснежке, на свадьбу приглашают мачеху, которую «… заставили вставить ноги в раскалённые башмаки и до тех пор плясать в них, пока она не грохнулась наземь мертвая». | Железные раскалённые башмаки и танцующая мачеха — это тигель с «танцующей» внутри материей до тех пор, пока не успокоится и замрёт (умрёт). |

## Переводы на русский

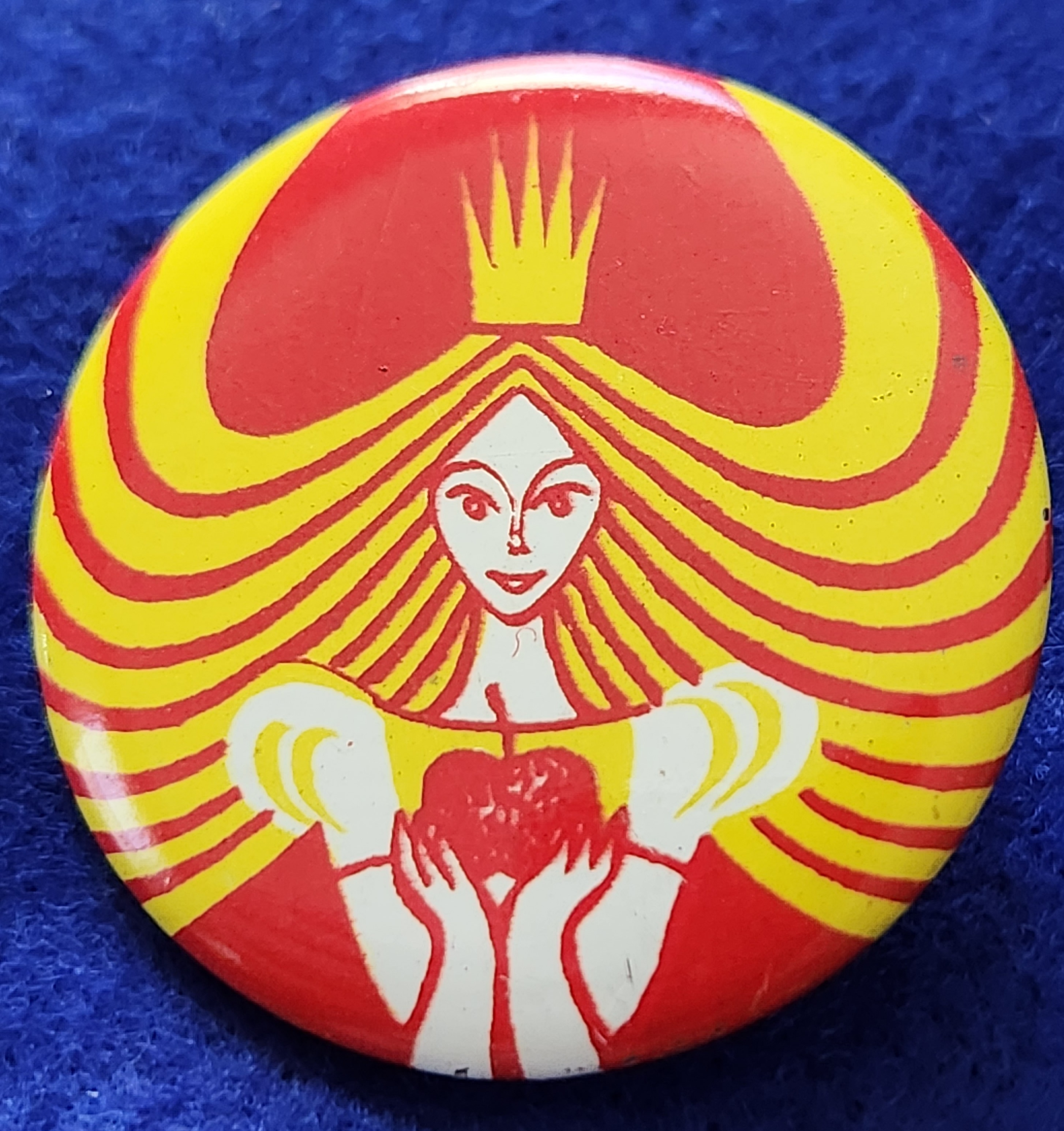
Детский значок с персонажем сказки

- Детский значок с персонажем сказкиП. Полевой (1839—1902) — «Снегурочка»
- Г. Петников (1894—1971) — «Снегурочка»
- В. Вальдман (1884—1962) — «Белоснежка»
- А. Введенский (1904—1941) — «Снегурочка»
- Г. Шалаева — «Белоснежка»
- В. Соловьёва — «Белоснежка»
- Г. Сергеева — «Белоснежка и семь гномов»
- Э. Иванова — «Белоснежка»
- А. Коротков — «Белоснежка и семь гномов»
- Н. Терентьева — «Белоснежка»
- А. Васильева — «Белоснежка»
- Е. Неволина — «Белоснежка и семь гномов»
- О. Верникович — «Белоснежка»
- Н. Кириллова — «Белоснежка»
- Н. Алёшина — «Белоснежка и семь гномов»
- О. Трифонова — «Белоснежка и семь гномов»
- А. Файкова — «Белоснежка»
- Е. Песковская — «Белоснежка»
- Е. Песковская, П. Полевой, А. Фёдоров-Давыдов — «Белоснежка»
- С. Кузьмин — «Белоснежка»[13]

## Театральные постановки
- 1956 — «Белоснежка», балет Татьяны Гзовской на музыку В.-А. Моцарта, Берлинский балет.
- 1975 — «Белоснежка и семь гномов», балет Генриха Майорова на музыку Богдана Павловского, Академический театр оперы и балета УССР.
- 2008 — «Белоснежка», балет Анжелена Прельжокажа на музыку Густава Малера, Балет Прельжокажа[фр.] (2009 — экранизирован).
- 2013 — «Белоснежка и семь гномов» (музыка — Тибор Кочак, хореография — Дьюла Харангозо). Ростовский государственный музыкальный театр[14]

## Экранизации
- 1902 год — «Белоснежка» — первая задокументированная экранизация одноимённой сказки, немой фильм (производство: США).
- 1916 год — «Белоснежка[англ.]» — немой фильм (производство: США).
- 1933 год — «Белоснежка» — мультфильм «Бетти Буп».
- 1937 год — «Белоснежка и семь гномов» (англ. Snow White and the Seven Dwarfs) — первый полнометражный мультфильм студии Уолта Диснея (производство: США).
- 1955 год — «Белоснежка и семь гномов»[англ.] — (производство: ФРГ).
- 1961 год — «Белоснежка»[англ.] (производство: ГДР).
- 1961 год — «Белоснежка и три балбеса» — фильм (производство: США).
- 1980 год — «Рождество Белоснежки[англ.]» — мультфильм.
- 1989 год — «Новые приключения Белоснежки» — мультфильм по мотивам сказки с собственным сюжетом, режиссёр Джон Хоули (производство: США).
- 1994 год — «Легенда о принцессе Белоснежке» — японское аниме-сериал по мотивам европейской сказки (производство: Япония).
- 1995 год — «Белоснежка и семь гномов» (ит. Biancaneve e i sette nani) — порнографический фильм 1995 года, снятый режиссером Франко Ло Кашо, известным под псевдонимом Лука Дамиано.
- 1997 год — «Белоснежка. Страшная сказка» (англ. Snow White: A Tale of Terror) — ужасы, фэнтези. Режиссёр Майкл Кон (производство: США). Белоснежка — Моника Кина.
- 2001 год — «Белоснежка» — фильм режиссёра Кэролайн Томпсон (производство: Канада, США, Германия). Белоснежку играет Кристин Крук (звезда сериала Тайны Смолвиля).
- 2007 год — «Белоснежка: Брачный сезон[англ.]» — мультфильм.
- 2009 год — «Новая история Белоснежки» — мультфильм.
- 2011 год — «Однажды в сказке» (англ. Once Upon a Time) — американский телесериал канала ABC в жанре фэнтези. Белоснежку играет Джиннифер Гудвин.
- 2012 год — «Белоснежка: Месть гномов» (англ. Mirror Mirror) — комедийный фильм-фэнтези режиссёра Тарсема Сингха (производство: США). В роли Белоснежки — Лили Коллинз.
- 2012 год — «Белоснежка и охотник» (англ. Snow White & the Huntsman) — американский фэнтезийный приключенческий фильм режиссёра Руперта Сандерса по мотивам сказки (производство: США). Белоснежку играет Кристен Стюарт.
- 2012 год — «Белоснежка» (исп. Blancanieves) — чёрно-белый художественный фильм режиссёра Пабло Бергера (производство: Испания, Франция), снятый в стилистике немого кино. Белоснежку играет Макарена Гарсиа.
- 2014 год — «7-й гном» — мультфильм.
- 2019 год — «Красные туфельки и семь гномов[англ.]» — мультфильм (производство: Южная Корея).
- 2025 год — «Белоснежка» — музыкальный фэнтезийный фильм, снятый Марком Уэббом по сценарию Эрин Крессиды Уилсон. Белоснежку играет Рэйчел Зеглер.
- 2025 год — «Смерть Белоснежки» — фильм ужасов в жанре тёмного фэнтези режиссёра, сценариста и продюсера Джейсона Брукса. Белоснежку играет Санаэ Лутсис.
- TBA — «Белоснежка и злая королева», — предстоящий фэнтезийный фильм Bentkey. Белоснежку играет Бретт Купер.

## Правовой статус
- В 2008 году компания Disney подала заявку на регистрацию бренда «Белоснежка» (англ. Snow White) в Ведомство по патентам и товарным знакам США. Данный бренд был зарегистрирован в 2013 году[15].